# Jamienko
Jamienko (deutsch Königsgnade) ist ein Dorf in der Landgemeinde (Gmina) Tuczno (Tütz) im Powiat Wałecki (Deutsch Kroner Kreis) der polnischen Woiwodschaft Westpommern.

## Geographische Lage
Das Dorf liegt im Netzedistrikt im ehemaligen Westpreußen, etwa 19 Kilometer westlich von Deutsch Krone (Wałcz), zehn Kilometer südöstlich von Märkisch Friedland (Mirosławiec) und 2½ Kilometer nordöstlich von Marzdorf (Marcinkowice).

## Geschichte
Die Grenzregion des Netzedistrikts, in der das Dorf liegt, hatte ursprünglich zum Herzogtum Pommern gehört, war vorübergehend unter polnische Herrschaft gelangt und dann an die Markgrafen von Brandenburg gekommen. Im Rahmen der Ersten Teilung Polen-Litauens, mit der die Wiedervereinigung Preußens einherging, kam die Region 1772 an Preußen zurück.
Im Jahr 1818 war Königsgnade noch ein abgelegener Ortsteil des Dorfs Brunk und keine selbständige Landgemeinde.
Um 1930 hatte die Gemeinde Königsgnade eine 8,5 km² große Gemarkungsfläche, und auf dem Gemeindegebiet, auf dem  Königsgnade der einzige Wohnplatz war, standen 58 bewohnte Wohnhäuser.
Im Jahr 1945 gehörte das Dorf Königsgnade zum Landkreis Deutsch Krone im Regierungsbezirk Grenzmark Posen-Westpreußen der preußischen Provinz Pommern des Deutschen Reichs. Königsgnade war dem Amtsbezirk Marzdorf zugeordnet.
Im Februar 1945 wurde Königsgnade von der Roten Armee besetzt. Nach Beendigung der Kampfhandlungen wurde die Region seitens der sowjetischen Besatzungsmacht zusammen mit ganz Hinterpommern und der südlichen Hälfte Ostpreußens – militärische Sperrgebiete ausgenommen – der Volksrepublik Polen zur Verwaltung überlassen. Es wanderten nun Polen zu. Königsgnade wurde unter der polnischen Ortsbezeichnung „Jamienko“ verwaltet. Die einheimische Bevölkerung wurde von der polnischen Administration aus Königsgnade vertrieben.

### Demographie
| Jahr | Einwohner | Anmerkungen                                          |
| ---- | --------- | ---------------------------------------------------- |
| 1818 | –         | Abbau von Brunk                                      |
| 1840 | 207       | Dorf mit 30 Häusern                                  |
| 1852 | 275       | [ 4 ]                                                |
| 1864 | 356       | darunter 19 Evangelische und 337 Katholiken          |
| 1910 | 344       | am 1. Dezember, sämtlich Katholische                 |
| 1925 | 327       | darunter eine evangelische Person und 326 Katholiken |
| 1933 | 332       | [ 7 ]                                                |
| 1939 | 304       | [ 7 ]                                                |

## Kirche
Die Protestanten der hier bis 1945 anwesenden Dorfbevölkerung gehörten zur evangelischen Pfarrei Tütz.